# Frontière entre le Malawi et la Zambie
La frontière entre le Malawi et la Zambie est la frontière séparant le Malawi et la Zambie.